# 20393 Kevinlane
20393 Kevinlane este un asteroid din centura principală de asteroizi.

## Descriere
20393 Kevinlane este un asteroid din centura principală de asteroizi. A fost descoperit pe 19 iunie 1998 la Socorro, New Mexico, în cadrul proiectului LINEAR. Asteroidul prezintă o orbită caracterizată de o semiaxă mare de 3,06 ua, o excentricitate de 0,09 și o înclinație de 8,8° în raport cu ecliptica.